# Eliška Poznerová
Eliška Poznerová, psáno též Ella nebo Ela Poznerová, provd. Horáková (28. května 1906 nebo 1909 Vídeň – 27. února 1991 Praha) byla česká herečka.

## Život

### Studium, divadelní začátky
V letech 1920 až 1924 studovala na dramatickém oddělení Státní konzervatoře hudby v Praze.
Ve dvacátých letech 20. století vystupovala s kolegy z konzervatoře v mimoškolních představeních v holešovické Legii malých a na Jarešově Scéně adeptů. Spolu s ní působili v tomto studiu také např. Jarmila Horáková, Světla Svozilová, Emilie Hráská, Jiřina Šejbalová, Jiří Frejka, František Salzer, Josef Schettina, Hanuš Thein, Jan Škoda, Erik A. Saudek, Václav Trégl, Bohuš Záhorský, František Zelenka, František Muzika, Jaroslav Ježek, Miroslav Ponc, Iša Krejčí, Míra Holzbachová a Saša Machov.
V roce 1925 hrála v Divadle Rokoko. V sezóně 1925/1926 studovala na dramatické konzervatoři v Paříži.

### První angažmá – Národní divadlo
V sezoně 1926/1927 byla na zkoušku angažována v Národním divadle, v letech 1927–1940 pak byla členkou souboru činohry Národního divadla. Z rasových důvodů byla v roce 1940 propuštěna.

### Za války
Jako host spolupracovala v letech 1940–5 s divadelní společností Josefa Marečka, vystupující pod jménem Nová česká scéna.

### Poválečné období, druhé angažmá – Národní divadlo
Po válce pohostinsky vystupovala mj. v Divadle města Žižkova (1947) a v představeních na hradě Karlštejně.
V roce 1954 se znovu vrátila do Národního divadla, nejprve jako inspicientka činohry (1954–62) a asistentka režie a pak jako herečka činohry, kde působila až do svého odchodu do důchodu v roce 1970.
Její manžel se jmenoval Jaroslav Horák, se kterým měla jediného syna Jaroslava.[zdroj?]

## Ocenění
- 1928 Miss Europe (Berlin)[7][10]
- 1968 Zasloužilá členka Národního divadla

## Divadelní role, výběr
- 1926 William Shakespeare: Blažena a Beneš, Markéta, Národní divadlo, režie Karel Hugo Hilar
- 1927 Alois Jirásek: Jan Hus, Anna z Frimburka, Národní divadlo, režie Karel Želenský
- 1927 Euripides: Bakchantky, Třetí bakchantka, Národní divadlo, režie Karel Dostal
- 1927 G. B. Shaw: Pygmalion, Slečna Eynsford Hillová, Národní divadlo, režie Milan Svoboda
- 1928 William Shakespeare: Zkrocení zlé ženy, Bianca, Národní divadlo, režie Karel Dostal
- 1928 Oscar Wilde: Ideální manžel, Mabel Chilternová, Stavovské divadlo, režie Jiří Steimar
- 1929 Edmond Rostand: Cyrano de Bergerac, Národní divadlo, režie Milan Svoboda
- 1929 Oscar Wilde: Na čem záleží, Cecilie Carderwová, Stavovské divadlo, režie Vojta Novák
- 1930 V. K. Klicpera: Veselohra na mostě, Popelka, Stavovské divadlo, režie Jiří Frejka
- 1931 Ferdinand Bruckner: Alžběta Anglická, Lady Mary, Národní divadlo, režie Karel Hugo Hilar
- 1931 F. M. Dostojevskij: Idiot, Darja Alexejevna, Národní divadlo, režie František Götz
- 1931 William Shakespeare: Kupec benátský, Nerissa, Národní divadlo, režie Karel Dostal
- 1932 Josef Kajetán Tyl: Fidlovačka aneb Žádný hněv a žádná rvačka, Lidunka, Národní divadlo, režie Karel Hugo Hilar
- 1932 Jaroslav Hilbert: Let královny, Elsa Popprová, Národní divadlo, režie Vojta Novák
- 1933 F. F. Šamberk: Jedenácté přikázání, Julie, Národní divadlo, režie Milan Svoboda
- 1935 F. X. Svoboda: Poslední muž, Tonča Vacková, Stavovské divadlo, režie Milan Svoboda
- 1937 Karel Čapek: Bílá nemoc, Dcera, Stavovské divadlo, režie Karel Dostal
- 1937 Jaroslav Vrchlický: Noc na Karlštejně, Alena, Národní divadlo, režie Jaroslav Kvapil
- 1940 Oscar Wilde: Ideální manžel, Slečna Mabel Chilternová, Prozatímní divadlo, režie Aleš Podhorský
- 1941 William Shakespeare: Zimní pohádka, Emilie (j. h.), Národní divadlo, režie Jiří Frejka
- 1954 Oscar Wilde: Ideální manžel, Lady Barforová, Tylovo divadlo, režie Otomar Krejča
- 1954 David Berg: Matka Riva, Skippy Branch, Tylovo divadlo, režie František Salzer
- 1955 Hedda Zinnerová: Ďábelský kruh, Marta, Tylovo divadlo, režie Alfréd Radok
- 1956 Alois Mrštík, Vilém Mrštík: Maryša, Děvče, Národní divadlo, režie Zdeněk Štěpánek
- 1957 Karel Čapek: Bílá nemoc, Vrchní sestra, Národní divadlo, režie František Salzer
- 1964 Josef Topol: Konec masopustu, Secesní švihák, Tylovo divadlo, režie Otomar Krejča
- 1966 J. K. Tyl: Cesta do Ameriky aneb Lesní panna, Tylovo divadlo, Paní Davisonová, režie Vítězslav Vejražka
- 1966 Jean Giraudoux: Bláznivá ze Chaillot, Konstancie, Bláznivá z Passy, Tylovo divadlo, režie Rudolf Hrušínský
- 1967 Josef Toman: Don Juan, Babka, Národní divadlo, režie Karel Jernek
- 1968 Karel Čapek: Bílá nemoc, Sestra, Tylovo divadlo, režie Evžen Sokolovský
- 1969 Karel Čapek: Loupežník, Cikánka, Národní divadlo, režie Rudolf Hrušínský
- 1970 Václav Štech: Třetí zvonění, Hajdlerka, Tylovo divadlo, režie Václav Hudeček
- 1971 M. J. Lermontov: Maškaráda, Hráči a hosté, Tylovo divadlo, režie Tibor Rakovský

## Divadelní režijní asistence
- 1955 V. V. Ivanov: Obrněný vlak 14-69, Národní divadlo, režie František Salzer (E. Poznerová současně v roli: Samotářka)
- 1955 A. Jing: Vzdorokrál, Tylovo divadlo, režie Zdeněk Štěpánek (E. Poznerová současně v roli: První dvorní dáma)
- 1955 Julius Zeyer: Radúz a Mahulena, Smetanovo divadlo, režie František Salzer (E. Poznerová současně v roli: Prija resp. Živa)
- 1966 Miroslav Ponc: Otec, Národní divadlo, režie Drahoš Želenský (E. Poznerová současně v roli: Vesnické děvče)

## Rozhlasové role, výběr
- 1937 J. V. Šmejkal: Mozartův návrat, role: ?, rozhlasová režie Miloslav Jareš
- 1958 Karel Čapek: Bílá nemoc, Vrchní sestra, rozhlasová režie Jiří Roll (divadelní režie František Salzer)
- 1960 František Hrubín: Srpnová neděle, venkovanka, rozhlasová režie Olga Valentová (divadelní režie Otomar Krejča)
- 1964 William Shakespeare (výběr z díla): Macbeth – dějství 5, scéna 1 – role: dáma (2. deska – DV 15193, Supraphon), režijní příprava Josef Cincibus

## Filmografie, výběr
- 1926 Werther, titul. role (Žofie), režie Miloš Hajský
- 1929 Chudá holka, snoubenka Věra, režie Martin Frič
- 1933 U snědeného krámu, Pavlína Šustrová, režie Martin Frič
- 1936 Velbloud uchem jehly, filmová herečka, režie Hugo Haas a Otakar Vávra
- 1937 Filosofská historie, Lotty Roubínková, režie Otakar Vávra
- 1937 Děvčátko, neříkej ne!, snoubenka Margot, režie Josef Medeotti-Boháč
- 1941 Paličova dcera, zákaznice, režie Vladimír Borský
- 1953 Měsíc nad řekou, Julinka Stárková, režie Václav Krška
- 1959 Romeo, Julie a tma, sousedka, režie Jiří Weiss
- 1976 Léto s kovbojem, zákaznice, režie Ivo Novák
- 1984 Všichni musí být v pyžamu, babka, režie Jaroslav Papoušek